# 湯爾和
湯 爾和（とう じわ、1878年〈光緒4年〉 - 1940年〈民国29年〉11月8日）は、清末民初の政治家・医師。名は槱だが、字の爾和で知られる。別の字は調鼐。晩年は六松老人と号す。北京政府の要人。後に中華民国臨時政府に参加し、議政委員長などをつとめた。

## 事績

### 清末
1900年（光緒26年）、杭州の養正書院で学ぶ。1902年（光緒28年）、日本に留学して、成城学校で学んだ。1904年（光緒30年）に帰国し、浙江高等学堂で音楽教員をつとめる。1907年（光緒33年）に再び日本に留学し、金沢医学専門学校で学ぶ。卒業後はドイツのベルリン大学医学院で学んだ。1910年（宣統2年）に帰国し、咨議局議員に選出された。その傍ら、浙江病院副院長兼内科医師などもつとめている。

### 北京政府時代
1911年（宣統3年）12月、湯爾和は浙江軍政府を代表して、各省都督代表会議に出席した。さらに南京で開催された各省代表者会議で臨時議長に推戴されている。1912年（民国元年）10月から国立北京医学専門学校の設立準備に携わり、創設後の1916年（民国5年）8月23日に同校校長に任ぜられた。1915年（民国4年）、中華民国医薬学会が発足するとともに、その会長となった。1920年（民国9年）、欧州に視察に赴いている。
1922年（民国11年）7月21日、北京政府で湯爾和は教育部次長署理に任命される。同年9月22日、教育部総長署理に特任され、11月29日まで務めた。1923年（民国12年）9月、関東大震災が発生すると、中国紅十字会と共に日本へ赴き、華僑の救済に従事した。
1926年（民国15年）10月7日、湯爾和は内務部総長署理に特任され、翌1927年（民国16年）1月12日には財政部総長に改任された。また、塩務署督弁と関税特別会議委員も兼任している。同年6月20日に閻沢溥が後任の財政部総長として特任されているため、湯はそれまでに総長を辞職していることになる。

### 国民政府時代
北京政府崩壊後の1929年（民国18年）3月に湯爾和は日本へ遊学し、医学博士を取得している。翌年に帰国し、東北辺防軍司令長官公署参議となった。1932年（民国21年）1月23日、国難会議会員として招聘される。
翌1933年（民国22年）5月4日、湯爾和は行政院駐平政務整理委員会委員として特派され、塘沽協定の締結に関与した。同年6月14日には華北戦区救済委員会委員にもなっている。1936年（民国25年）7月24日、冀察政務委員会委員に任命された。

### 親日政権時代
1937年（民国26年）12月、王克敏らの中華民国臨時政府に湯爾和も最高幹部として参与し、臨時政府委員会委員長（議政委員会委員長）兼教育部総長に特任された。1938年（民国27年）8月には、日中文化の提携を目指して設立された東亜文化協議会会長に就任。同年11月22日には、国立北京大学総監督も兼任している。1939年（民国28年）年末に呉佩孚が死去すると、その葬式で弔辞をささげた。
1940年（民国29年）3月30日、南京国民政府（汪兆銘政権）が成立し、臨時政府もこれに合流して華北政務委員会に改組される。同日、湯爾和は同委員会常務委員兼教育総署督弁に特派され、また、東亜文化協会会長にもなった。6月には、憲政実施委員会常務委員もつとめている。
湯爾和は王克敏の後継者と目されていたが、同年11月8日、北京特別市で病没した。享年63。湯の妻は日本人で、湯自身、日本語に流暢であった。

## 注

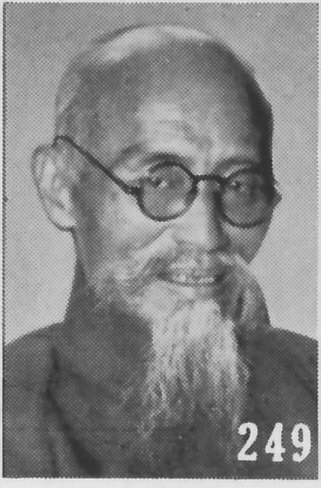
湯爾和（『最新支那要人伝』1941年）

1. ↑  『最新支那要人伝』166頁は1877年生まれとするが、本記事は徐友春主編『民国人物大辞典 増訂版』に従う。
2. 1 2 3 4 5 6 7  中華民国政府官職資料庫「姓名：湯爾和」
3. ↑  劉ほか編(1995)、112頁
4. ↑  劉ほか編(1995)、129頁
5. ↑  『同盟旬報』1巻18号通号18号、昭和12年12月中旬号、同盟通信社、38頁。この記事では「文教部長」と記述されているが、「教育部総長」に修正する。
6. ↑  「日中文化提携目指して、会長に湯爾和」『東京日日新聞』1938年（昭和13年）8月30日
7. ↑  臨時政府令、令字第299号、民国27年11月22日（『政府公報』第45号、民国27年11月28日、臨時政府行政委員会情報処公報室、2頁）。
8. ↑  国民政府令、民国29年3月30日（『華北政務委員会公報』第1-6期合刊、民国29年6月9日、華北政務委員会政務庁情報局、1頁）。
9. ↑  華北政務委員会各職就任の人事自体は、発令前の同月22日における中央政治会議で議決されている（『外交時報』94巻2号通号849号、昭和15年4月15日、外交時報社、182-185頁）。